# لیگی
لیگی (به لاتین: Lieģi) یک روستا در لتونی است که در شهرداری دوربه واقع شده‌است. لیگی ۵۵۷ نفر جمعیت دارد.